# Носатка європейська
Носатка європейська (Dictyophara europaea) — вид шиєхоботних комах родини носаток (Dictyopharidae).

## Поширення
Вид поширений у Середземноморському регіоні, у Північній Африці, Південній Європі та на півдні Центральної Європи, на схід через Туреччину, Іран, південь Росії та Центральну Азію на схід до Сіньцзяну на півночі Китаю.

## Опис
Dictyophara europaea може досягати приблизно 9–13 мм завдовжки. Ці цикадки мають яйцеподібне світло-зелене тіло та витягнуту вперед конічну голову з двома сильними поздовжніми кілями та середнім кілем, що зближується до кінчика. Також переднеспинка показує середній кіль і два бічних кілі. Передні крила приблизно такого ж розміру, як і задні. Крила прозорі з насиченим зеленим жилкуванням. Дистальна частина передніх крил має мережу, утворену жилками. За кольором, формою тіла і формою голови личинки схожі на імаго. Рідкісний підвид Dictyophara europaea rosea має рожеве тіло.